# Sechemib
Sechemib (auch Sechemib-Perenmaat) ist der Horusname eines altägyptischen Königs (Pharaos) der 2. Dynastie, dessen Regierungsdauer unbekannt ist. Sein Name ist von nicht unerheblichem Interesse für die Ägyptologie, da er ein Epitheton enthält und womöglich auf religiöse Umwälzungen unter Sechemibs Herrschaft hinweist.
Zur Identität und historischen Position von Sechemib in der traditionellen Herrscherauflistung gibt es kontroverse Diskussionen und Ansichten innerhalb der Forschung, da zeitgenössische, archäologische Funde ebenso unklare und teils widersprüchliche Aussagen liefern. Insbesondere bezüglich einer möglichen Gleichsetzung von Sechemib mit seinem Vorgänger oder Nachfolger, König Peribsen, bestehen divergierende Thesen. Hinzu kommt das mögliche Fehlen von Sechemibs Namen in postumen Quellen und ramessidischen Königslisten. Ebenso ist unbekannt, wer während der 2. Dynastie Sechemibs Vorgänger und wer sein Nachfolger waren.
In der Regierungszeit von Sechemib lassen sich jedoch maßgebliche und umfangreiche, wirtschaftliche wie verwaltungstechnische Neuerungen im Staatssystem nachweisen.

## Belege
König Sechemib ist vor allem durch zahlreiche Tonsiegel, die seinen Namen tragen, bekannt geworden. Die Mehrzahl dieser Siegel wurde in fragmentarischem Zustand im Grabbezirk des Königs Peribsen zu Abydos gefunden.
Ein weiterer Teil der Funde aus Sechemibs Regierungszeit fand sich in den unterirdischen Grabgalerien des Djoser-Komplexes in Sakkara. Von beiden Fundorten stammen überdies mehrere Gefäße aus Brekzie und Kalzit-Alabaster, auf denen der Name des Sechemib eingraviert ist. Eine weitere Vielzahl an Tonsiegelfragmenten stammt von Elephantine.
Ausgrabungen am abydenischen Kultbezirk des Königs Chasechemui – als „Shunet El-Zebib“ bekannt – legten die Fundamentreste eines sehr kleinen Kultgebäudes frei, das aufgrund von Tonsiegelfunden Sechemib zugeschrieben wird. Der Name des Kultgebäudes ist verloren. Das Bauwerk wurde nie fertiggestellt, da Sechemib vermutlich vorzeitig verstarb. Der Fundlage nach zu schließen wurde das Kultgebäude von Chasechemui abgerissen und überbaut.

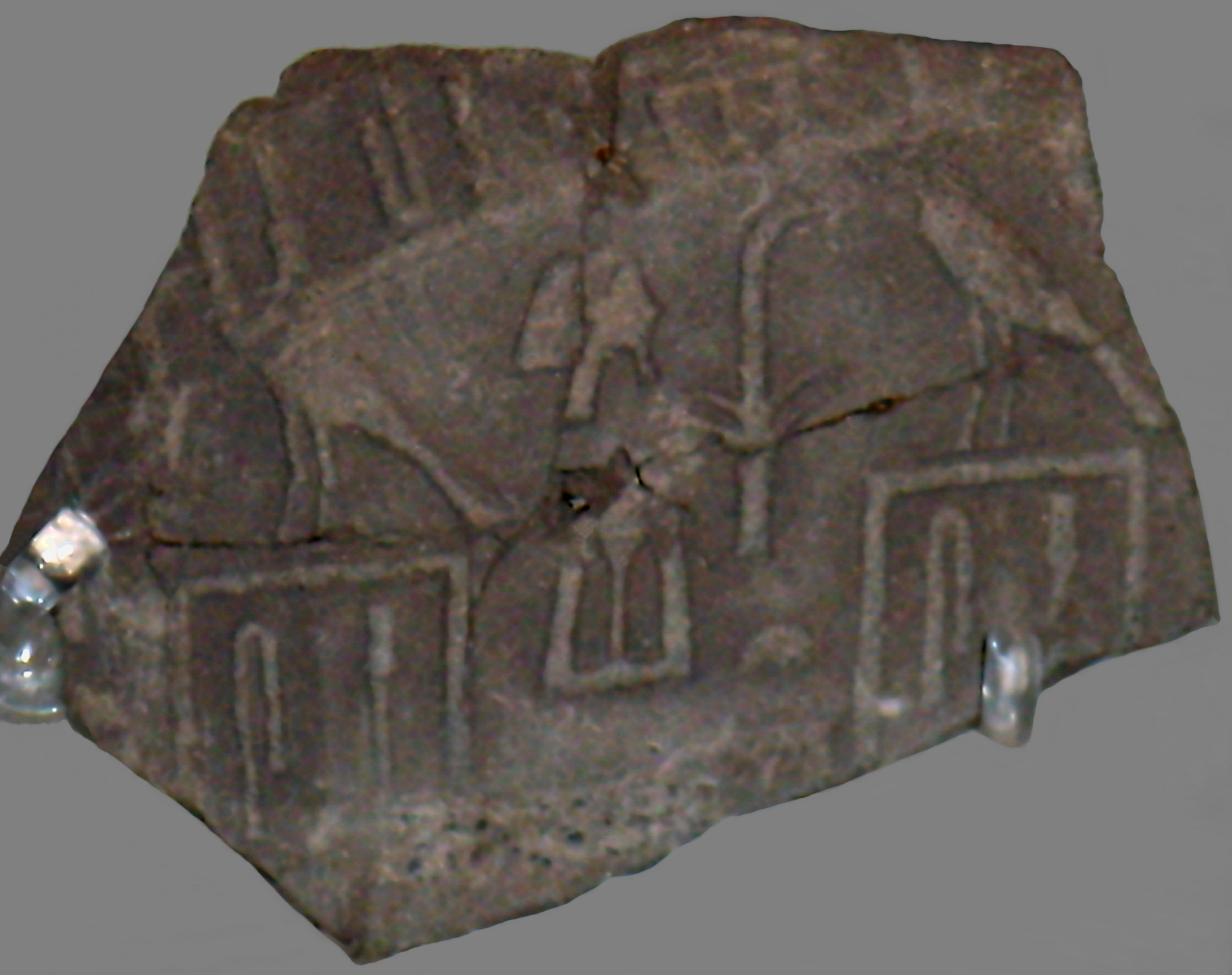
Siegelabdruck des Sechemib; British Museum, London
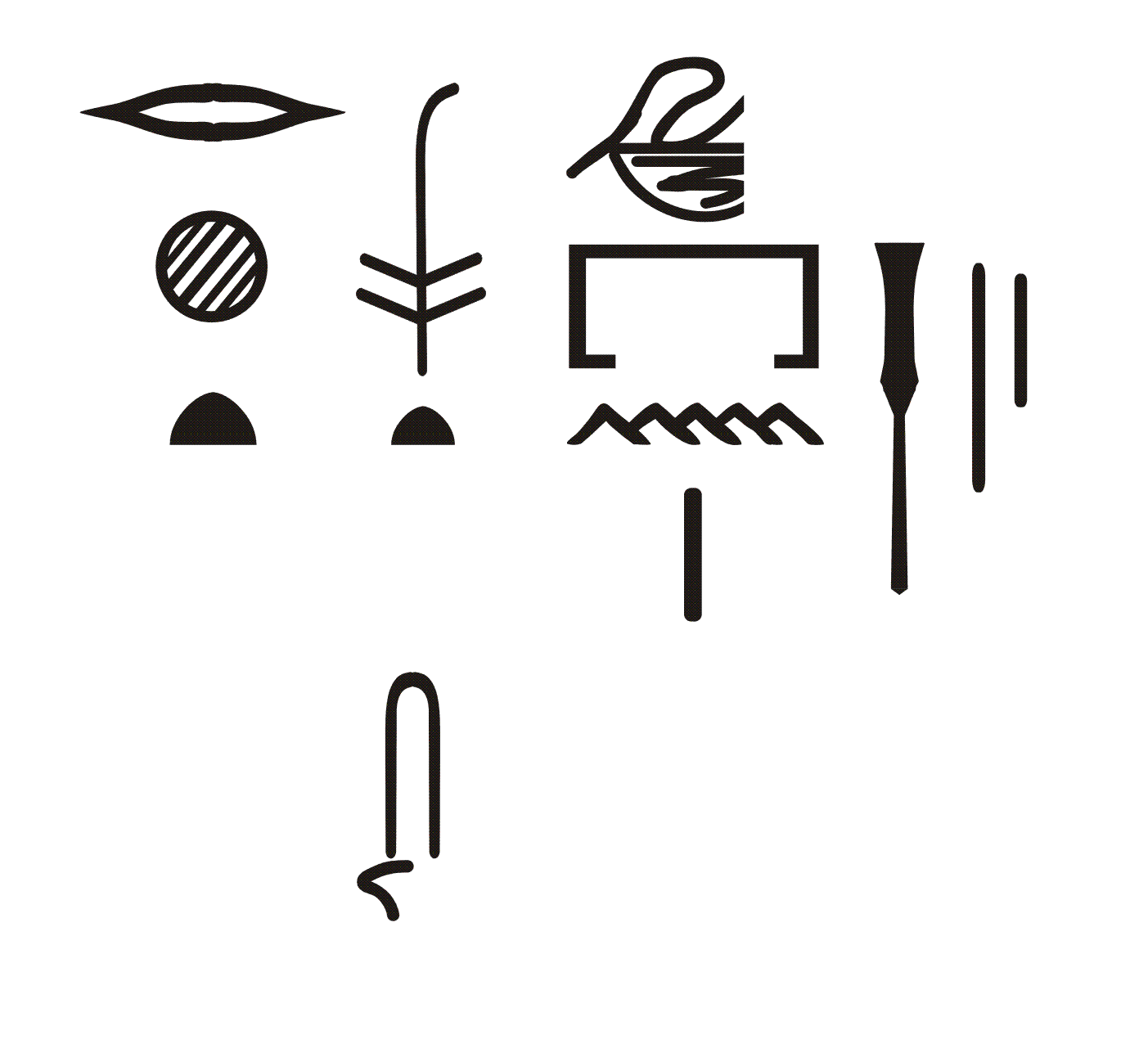
Gefäßinschrift des Sechemib (stark zerstört), links der Titel eines Rech-nesu
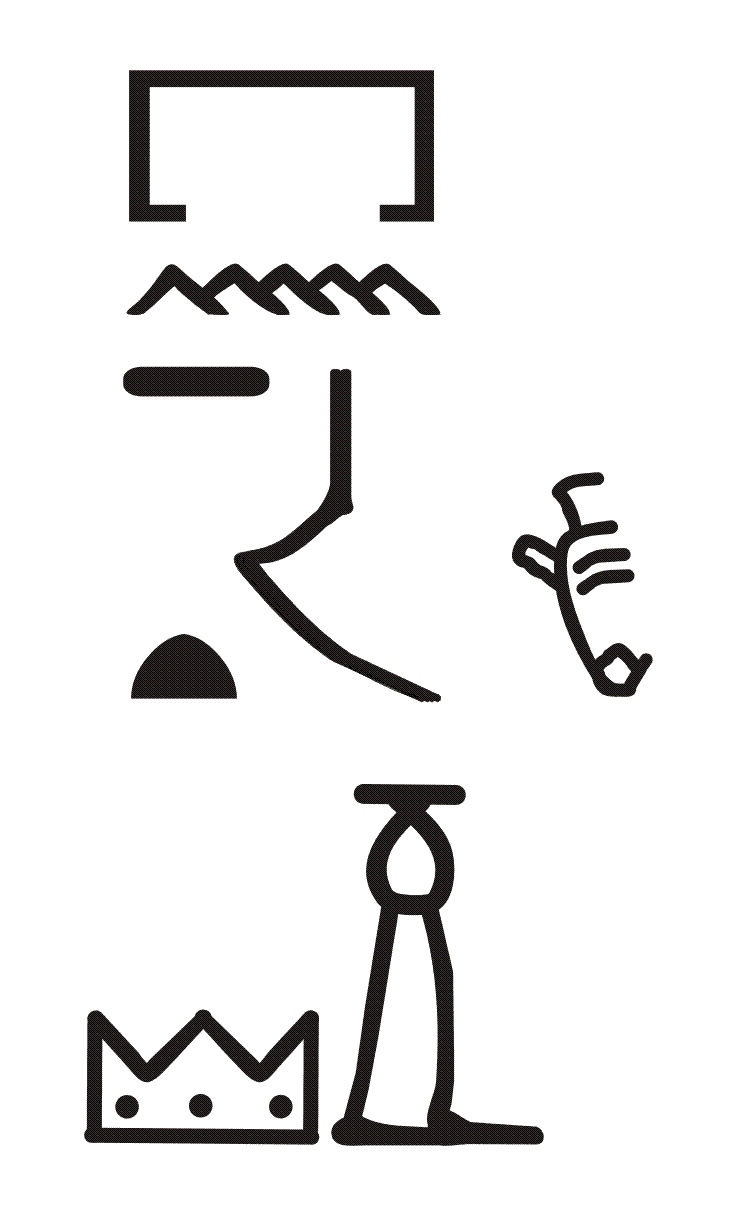
Gefäßinschrift des Sechemib mit dem Vermerk Inj-chasut

## Name und Identität
Bezüglich der Identität und chronologischen Position von Sechemib sind im Laufe der Forschung Probleme und Widersprüche aufgetreten. Ursache hierfür ist der Fund von Sechemibs Siegeln, welche im Grab des Peribsen deponiert waren und die den Namen „Hor-Sechemib“, beziehungsweise „Hor-Sechemib-Perenmaat“ tragen. Die Fundposition sowie den Königsnamen umgebende Beischriften haben zu gegenteiligen Ansichten unter den Gelehrten geführt.
Walter Bryan Emery, Kathryn A. Bard und Flinders Petrie glauben, dass Sechemib seinen Namen „Hor-sechem-ib“ in „Seth-per-ib-sen“ änderte und daher mit Letzterem identisch ist. Als Argument für eine Gleichstellung von Sechemib und Peribsen führen die Forscher an, dass so viele Tonsiegel mit Sechemibs Namen im Grabbezirk des Peribsen gefunden wurden, das Grab von Sechemib dagegen bis heute noch nicht lokalisiert werden konnte.

Siegelabdruck mit dem Horusnamen des Sechemib und dem Namen des hohen Beamten Nebhetep

Hermann A. Schlögl, Wolfgang Helck, Peter Kaplony und Jochem Kahl sind dagegen überzeugt, dass Sechemib und Peribsen zwei individuelle Regenten waren und Sechemib Peribsen auf den Thron folgte. Grund dieser Annahme ist die Feststellung, dass Sechemibs Name nie zusammen mit dem von Peribsen auf ein und demselben Objekt erscheint. Den Fund von Sechemibs Tonsiegeln im Kultbezirk und im Eingangsbereich von Peribsens Grab vergleichen sie mit der Fundsituation der Elfenbeinetiketten von König Hetepsechemui (Begründer der 2. Dynastie) im Grabbezirk des Königs Qaa (vermutlich letzter Herrscher der 1. Dynastie). Für Schlögl, Helck, Kaplony und Kahl belegen die Tonsiegel daher, dass Sechemib seinen Vorgänger Peribsen bestatten ließ.
Toby Wilkinson postuliert, dass Sechemib zumindest mit Peribsen eng verwandt gewesen sein könnte. Von ihm angeführte Indizien dafür sind grammatikalische und typografische Gemeinsamkeiten, die in Gefäß- und Tonsiegelinschriften zutage treten: So ist unter Peribsen wiederholt die Inschrift Jnj-sṯt („Ini-setjet“; zu deutsch „Tribut von Sethroë“) zu finden, während die Inschriften unter Sechemib Inj-ḫ3s.t („Ini-chaset“; zu deutsch „Tribut der Fremdländer“) lauten. Ein weiteres Indiz für eine engere Verbindung zwischen Peribsen und Sechemib sind die Namenselemente pr und jb, die in beiden Königsnamen vertreten sind.
Wolfgang Helck und Dietrich Wildung halten es für denkbar, dass Sechemib mit dem ramessidischen Kartuschennamen Wadjenes identisch ist. Dieser Darlegung liegt die Annahme zugrunde, dass die Weneg-Blume durch die hieratische Schrift fehlgedeutet und zu „Wadjenes“ umgeschrieben wurde. Weneg wäre demnach der Nisut-Biti-Name von Sechemib gewesen. Alternativ ziehen Helck und Wildung eine Gleichsetzung Wadjenes’ mit Peribsen in Betracht.
Sechemib wird gemäß Jürgen von Beckerath als Gegenregent zu den Herrschern Seneferka, Ba und „Vogel“, nach Schlögl als Gegenkönig zu den Herrschern Neferkare/Aaka, Neferkasokar und Hudjefa angesehen.

## Regierungszeit

### Zeitliche Einordnung von Sechemib

Gefäßfragment aus Porphyr mit der figürlichen Darstellung des Seth

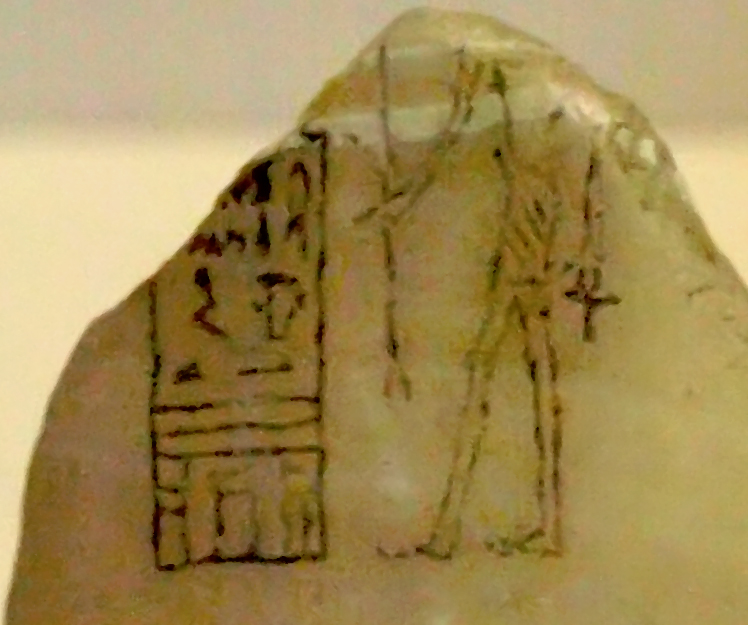
Alabastergefäß mit dem Namen Sechemib-Perenmaat (Detail)

Siegelfragment aus Elephantine

Herman A. Schlögl, Wolfgang Helck und Jürgen von Beckerath vermuten, dass Sechemib – ähnlich wie Peribsen – nur in Oberägypten regierte. Hintergrund dieser Ansicht ist eine vermutete Reichsteilung zum Zeitpunkt des Todes von König Ninetjer. Nach einer mehrjährigen Dürre soll Ninetjer Ägypten in zwei eigenständige Hälften gespalten und unter seinen Erben aufgeteilt haben, um den dürrebedingten, wirtschaftlichen Konflikten entgegenzuwirken. Zu Sechemibs Zeit hätte Ägypten somit aus zwei Landeshälften bestanden, von denen der südliche Teil von Königen wie ihm und Peribsen dominiert wurde, während im Norden Könige wie Neferkare/Aaka, Neferkasokar und Hudjefa herrschten. Beendet wurde die Reichsteilung unter König Chasechemui. Siegfried Schott verweist zusätzlich auf eine Mitregentschaft von Sechemib in den letzten Jahren von Peribsen, die sich aus Aufzeichnungen der Regierungskalender erschließen lassen. Sechemibs chronologische Position wird daher vermehrt an das Ende der 2. Dynastie datiert, da Funde und Auswertungen von Steuerkalendern auf Sechemib als Nachfolger von Peribsen hinweisen. Funde von Tonsiegeln mit Sechemibs Namen im abydenischen Grab des Chasechemui, dem letzten Herrscher der 2. Dynastie, machen eine chronologische Position Sechemibs nahe am Ende der 2. Dynastie ebenso wahrscheinlicher. Die genaue Dauer seiner Regentschaft ist jedoch unbekannt, die moderne Forschung billigt ihm mehrheitlich sechs bis acht Jahre zu.

### Politische und kulturelle Ereignisse
Zu innerpolitischen Aktivitäten liegen nur begrenzte Informationen vor. Unter Peribsen und Sechemib wurde die Verwaltungs- und Versorgungszentrale nach Elephantine verlegt. Tonsiegelinschriften legen nahe, dass von hier aus erhaltene Zulieferungen (in Form von Tributzahlungen) zunächst in Empfang genommen, dann protokollarisch festgehalten, gelagert und umverteilt wurden. Inschriften wie „Tribut aus Unterägypten“ und „Tribut der Fremdländer“ legen nahe, dass die Reichsteilung das Verwaltungssystem in seiner Funktion nicht beeinflusste. Ebenso liegt nahe, dass sich auch an der Infrastruktur des Verwaltungssystems, wie sie von König Ninetjer eingeführt worden war, im Grunde nichts veränderte, sie wurde lediglich der politischen Situation angepasst. Infolgedessen wurde die Verwaltungszentrale – auf Siegelabdrücken als „Weißes Schatzhaus“ (pr-hḏw) bezeichnet – auf Elephantine neu gegründet und einem Verwalter mit dem Titel „Leiter über alle Dinge“ (3dj-mr-iz-ḏf3᾿) unterstellt. Daneben gab es nun spezialisierte Beamte, die Zulieferungen aus Asien kontrollierten und verwalteten. Sie wurden als „Schreiber der Fremdländer“ (š3.w-smjw.t) betitelt. Weitere Tonsiegel belegen zudem Reformen hinsichtlich der Beamtentitel, die nun sichtbar nach der von Peribsen und Sechemib regierten Landeshälfte ausgerichtet wurden: Man benannte sie nun explizit in „Verwalter von Oberägypten“ und „Siegler von Oberägypten“ um. Die Spaltung der Verwaltungszentrale Ägyptens endete mit Chasechemui, wo sie unter der neuen Zentralverwaltung „Haus des Königs“ (pr-nsw) zusammengefasst und wieder vereinheitlicht wurde. Seit Sechemib ist damit eine klare Verwaltungshierarchie belegt, die unter Chasechemui erfolgreich vervollkommnet wurde: Dem „Haus des Königs“ unterstand die „Versorgungsabteilung“ (iz-ḏf3) und ihr wiederum war das „Schatzhaus“ unterstellt. Die Hierarchie der Verwaltungsabteilungen sieht demnach wie folgt aus: Haus des Königs → Versorgungsverwaltung → Schatzhaus → Gutsanlage → Weinberge → Einzelweinberg. Außerdem waren dem Haus des Königs verschiedene Domänen abgabepflichtig, so zum Beispiel die Domäne „Sitz des harpunierenden Horus’“. Unter Sechemib amtierten unter anderem Inichnum, Nebhetep und Maapermin.
Unsicherheiten bestehen dagegen hinsichtlich der staatsreligiösen Situation in Ägypten unter Sechemib. Emery und Petrie halten eine staatliche Glaubenskrise und religiöse, landesweite Unruhen für möglich, die durch die vermutete Abkehr von Peribsen vom Horuskult hin zum Sethkult, sowie die einhergehende Namensänderung von „Sechemib“ zu „Seth-Peribsen“ ausgelöst wurden. Hintergrund dieser Darlegung ist die bereits geschilderte Gleichsetzung von Sechemib mit Peribsen, sowie der Umstand, dass Peribsens Grab gegen Ende des Alten Reiches Opfer von Brandstiftern und Bilderstürmern wurde. Toby Wilkinson wirft ergänzend ein, dass Sechemib zwar seinen Serechnamen dem Gott Horus widmete, in Gefäßinschriften aber neben dem Serech von Sechemib die figürliche Darstellung des Gottes Seth erhalten ist, zusammen mit dem Vermerk nwb.t („Nubti“; zu deutsch „der von Ombos“). Wolfgang Helck und Herman te Velde verweisen auf die unter Peribsen häufige Inschrift „Tribut aus Asien“ (Inj setjet) und schlussfolgern daraus, dass zu Peribsens Zeitpunkt seiner Herrschaft die Gottheit Seth seinen Beinamen „der das Fremdland erobert“ erhielt. Sie hegen allerdings Zweifel an der These, dass der Sethname des Peribsen landesweite Unruhen auslöste, denn eine Grabinschrift des hohen Beamten Scheri in Sakkara belegt einen Kult des Seth bis in die Mitte der 4. Dynastie. Sechemibs Doppelname könnte ihrer Meinung nach eher darauf hinweisen, dass die Gleichstellung von Horus und Seth lediglich der Verdeutlichung diente, die Macht des Königs in beiden Landeshälften wirksam sein zu lassen. Auch der Name von Sechemibs Nachfolger Chasechemui mag auf den Wunsch nach dualer, gleichberechtigter Macht hinweisen.
Unter Peribsen und Sechemib (besonders aber unter Peribsen) sind signifikante Weiterentwicklungen im Schriftsystem zu beobachten. Beschränkten sich Gefäß- und Tonsiegelaufschriften in der 1. und beginnenden 2. Dynastie vor allem auf Warenbeschreibungen und kulturelle Ereignisse, so ist auf einem Tonsiegel aus dem Grab des Peribsen der erste vollständige Satz erhalten.